# Carmen Kassovitz
Carmen Kassovitz est une actrice française née en 2002.

## Biographie
Carmen Kassovitz est née en 2002. Elle est la fille des acteurs Mathieu Kassovitz et Julie Mauduech.

## Filmographie

### Cinéma

#### Longs métrages
- 2020 : L'Été nucléaire de Gaël Lépingle : Djamila
- 2021 : Ma nuit d'Antoinette Boulat : Justine
- 2022 : Tempête de Christian Duguay : Zoé à 17 ans
- 2023 : Pulse d'Aino Suni : Sofia Rami

#### Courts métrages
- 2019 : Camera Obscura de Mary-Noëlle Dana et Sonia Sieff
- 2021 : Les Yeux grands ouverts de Laura Passalacqua : Emma
- 2023 : Temps attendu d'Eden Ducourant
- 2023 : Puddle of Muddles de Jim Longden : Natalie
- 2024 : Girls de Julien Hosmalin : Ally

### Télévision

#### Séries télévisées
- 2020- : Stalk : Alma
- 2023: The Walking Dead: Daryl Dixon, saison 1, épisode 1 L'Âme perdue de Daniel Percival : Maribelle